# The Boomerang (film 1913 Ince)
The Boomerang è un cortometraggio muto del 1913 prodotto e diretto da Thomas H. Ince. Il film, sceneggiato da C. Gardner Sullivan, ha come interpreti Charles Ray e Louise Glaum.

## Trama
Mentre si trova ospite della zia Betty, la bella Virginia Chester è oggetto di una corte spietata da parte del giovane tenente Calhoun che si è innamorato di lei. L'uomo riesce a vincere le resistenze della ragazza che accetta di sposarlo. Le loro nozze, però, vengono tenute segrete e Calhoun nasconde la cosa anche a Helen Brassey, la figlia del colonnello che, infatuata di lui, cerca l'appoggio del padre per conquistarne il cuore. Il colonnello Brassey, per amore della figlia, offre una splendida carriera a Calhoun che comincia a pentirsi di aver sposato Virginia. Così, quando lei gli telegrafa che il loro bambino è nato, lui le annuncia di volere il divorzio. Il trauma uccide la povera Virginia e lascia orfano il bambino nato da quel matrimonio sciagurato. Di lui, si prende cura la zia Betty che gli dà il suo nome, lo alleva e lo manda poi a una scuola militare. Del tutto ignaro delle sue origini, il giovane John viene a sapere la storia dalle labbra della zia sul letto di morte. Scoppia la guerra di secessione e padre e figlio si trovano divisi tra nord e sud. Le truppe confederate, di cui fa parte John, ottengono una grande vittoria contro l'esercito unionista e Calhoun, che ora è generale, viene catturato. Il colonnello Chester, padre di Virginia, lascia libero l'uomo che ha infangato la figlia portandola alla morte ma, nel contempo, lo costringe a sostenere un duello durante il quale Calhoun resta ucciso.

## Produzione
Il film fu prodotto da Thomas H. Ince per la Kay-Bee Pictures.

## Distribuzione
Distribuito dalla Mutual Film, il film - un cortometraggio in tre bobine  - uscì nelle sale cinematografiche statunitensi il 13 giugno 1913. Nello stesso anno, negli Stati Uniti uscirono altri tre cortometraggi distribuiti con il medesimo titolo.
Non si conoscono copie esistenti della pellicola, i cui diritti sono di pubblico dominio.